# Attentat du 3 juillet 2016 à Bagdad
Pour les articles homonymes, voir Attentat de Bagdad.
L'attentat de Bagdad du 3 juillet 2016 a lieu pendant la seconde guerre civile irakienne. Dans la nuit du 2 juillet au 3 juillet, un camion piégé conduit par un kamikaze explose dans le quartier de Karrada (en). Revendiqué par l'État islamique, l'attentat visait explicitement la communauté chiite duodécimaine de Bagdad,.

## Déroulement
La première explosion, la plus meurtrière, a lieu peu après minuit heure locale (2 juillet, 21:00 UTC), un Starex piégé explose dans le quartier à majorité chiite de Karrada (en), à l'est de Bagdad. Malgré l'heure tardive, la foule était toujours présente dans les rues à cause du Ramadan. L'explosion provoque un énorme incendie dans la rue principale, où il se propage dans plusieurs magasins de vêtements et de confection. Sept bâtiments sont totalement incendiés et plusieurs personnes meurent brûlées vives. D'autres bâtiments, dont le Hadi Center, ont été sérieusement endommagés,,. 
Une deuxième explosion a lieu aux alentours de minuit dans le quartier d'al-Chaab, dans le nord de la capitale irakienne, elle fait deux morts et quelques blessés. Cependant son origine est sujette à controverse,,.
La troisième explosion au sud de Bagdad, à Latifiya (en), a été causée par une voiture piégée qui a tué une personne et en a blessé un nombre inconnu. La bombe avait été placée sous la voiture d'un civil.

## Bilan humain
Le bilan de l'attentat est d'au moins 324 morts au 31 juillet selon les déclarations de la ministre de la Santé, Adila Hammoud (en). C'est l'attentat le plus meurtrier de l'État islamique et l'attentat le plus meurtrier en Irak depuis ceux de Qahtaniya en 2007,. De façon générale, c'est un des attentats les plus meurtriers perpétrés dans le monde depuis le 11 septembre 2001. 

## Revendication
L'attentat est revendiqué le jour même par l'État islamique, qui pourrait avoir agi en représailles à la perte de Falloujah le 26 juin. Dans son communiqué, le groupe djihadiste affirme avoir visé « un rassemblement de milices chiites à Bagdad », le kamikaze est désigné sous le nom de Abou Maha al-Iraqi,.

## Suites
Dès le lendemain de l'attentat, le gouvernement irakien fait pendre cinq condamnés à mort, le ministère de la justice annonce ensuite que 3 000 autres personnes condamnées pour terrorisme seront exécutées. 
Le 5 juillet, le ministre irakien de l'Intérieur, Mohammed al-Ghabbane, également membre de l'Organisation Badr, présente sa démission. 
Le 18 octobre 2021, le Premier ministre irakien, Moustafa al-Kazimi, annonce l'arrestation à l'étranger d'un homme présenté comme le cerveau de l'attaque : Ghazwan al-Zawbaï. Le 30 mai 2022, ce dernier est condamné à mort avec deux de ses complices (Karam al-Obeidi et Laith al-Jabouri). Le 28 août 2023, le nouveau Premier ministre irakien, Mohamed Chia al-Soudani, annonce à des familles de victimes que les trois hommes ont été exécutés dans la matinée et la nuit précédente. 